# Avengers: Infinity War (trilha sonora)
Avengers: Infinity War–Original Motion Picture Soundtrack é a trilha sonora do filme da Marvel Studios, Avengers: Infinity War composta por Alan Silvestri. A Hollywood Records lançou o álbum digitalmente em 27 de abril de 2018, com uma versão em mídia física sendo lançada em 18 de maio de 2018.

## Composição
Em junho de 2016, Alan Silvestri, que compôs a trilha para o filme de 2012 Os Vingadores, estava revelando retornar para compor Infinity War e sua sequência. Silvestri afirmou que houve discussões para tentar incorporar o tema de cada personagem em sua partitura. Silvestri começou a gravar sua trilha sonora em janeiro de 2018, e concluiu no final de março.
Silvestri gostou de trabalhar no filme "foi uma experiência muito diferente do que qualquer coisa que eu tinha feito antes, especialmente no que diz respeito à abordagem e equilibrar mudanças rápidas no tom." Ele notou que "Thanos não conseguiu apenas o seu próprio tema musical; ele tem sua própria sensibilidade", enquanto os Filhos de Thanos estavam ligados musicalmente a Thanos. Silvestri evitou dar a cada uma das Joias do infinito um tema, como ele havia feito em Captain America: The First Avenger com o Tesseract, dizendo "A música para o Joias do infinito é na verdade construída em torno da reação de Thanos".Toda vez que ele tem uma, esse momento é sempre significativo e muitas vezes emocional." a trilha de Silvestri é toda orquestral, mas ele usa o tema de Ludwig Göransson da trilha sonora do filme Black Panther. O filme também inclui "The Rubberband Man" dos Spinners quando os Guardiões da Galáxia aparecem pela primeira vez. A Hollywood Records e a Marvel Music lançaram a trilha sonora digitalmente em 27 de abril de 2018, com um lançamento em formatos físicos em 18 de maio. Duas versões foram lançadas, uma edição regular e deluxe, com a edição deluxe apresentando algumas faixas a mais que a edição regular.

## Lista de faixas
Toda as canções são compostas por Alan Silvestri.
| Avengers: Infinity War (Original Motion Picture Soundtrack) |                           |         |  |
| N.º                                                         | Título                    | Duração |  |
| 1.                                                          | "The Avengers"            | 0:25    |  |
| 2.                                                          | "Travel Delays"           | 2:43    |  |
| 3.                                                          | "Undying Fidelity"        | 5:05    |  |
| 4.                                                          | "He Won’t Come Out"       | 2:31    |  |
| 5.                                                          | "We Both Made Promises"   | 2:22    |  |
| 6.                                                          | "Help Arrives"            | 4:21    |  |
| 7.                                                          | "Hand Means Stop"         | 2:37    |  |
| 8.                                                          | "You Go Right"            | 4:26    |  |
| 9.                                                          | "Family Affairs"          | 3:51    |  |
| 10.                                                         | "What More Could I Lose?" | 3:36    |  |
| 11.                                                         | "A Small Price"           | 3:17    |  |
| 12.                                                         | "Even for You"            | 2:14    |  |
| 13.                                                         | "More Power"              | 4:07    |  |
| 14.                                                         | "Charge!"                 | 3:28    |  |
| 15.                                                         | "Forge"                   | 4:22    |  |
| 16.                                                         | "Catch"                   | 6:04    |  |
| 17.                                                         | "Haircut and Beard"       | 3:02    |  |
| 18.                                                         | "A Lot to Figure Out"     | 2:01    |  |
| 19.                                                         | "The End Game"            | 2:17    |  |
| 20.                                                         | "I Feel You"              | 2:48    |  |
| 21.                                                         | "What Did It Cost?"       | 2:25    |  |
| 22.                                                         | "Porch"                   | 0:59    |  |
| 23.                                                         | "Infinity War"            | 2:35    |  |
| Duração total:                                              | Duração total:            | 71:36   |  |

Toda as músicas são compostas por Alan Silvestri.
| Avengers: Infinity War (Original Motion Picture Soundtrack Soundtrack–Extended Deluxe Edition) |                                              |         |  |
| N.º                                                                                            | Título                                       | Duração |  |
| 1.                                                                                             | "The Avengers"                               | 0:25    |  |
| 2.                                                                                             | "Travel Delays" (Estendido)                  | 2:43    |  |
| 3.                                                                                             | "Undying Fidelity"                           | 5:05    |  |
| 4.                                                                                             | "No More Surprises"                          | 4:04    |  |
| 5.                                                                                             | "He Won’t Come Out" (Estendido)              | 3:39    |  |
| 6.                                                                                             | "Field Trip"                                 | 3:36    |  |
| 7.                                                                                             | "Wake Him Up"                                | 4:04    |  |
| 8.                                                                                             | "We Both Made Promises" (Estendido)          | 4:27    |  |
| 9.                                                                                             | "Help Arrives" (Estendido)                   | 5:38    |  |
| 10.                                                                                            | "Hand Means Stop / You Go Right" (Estendido) | 7:18    |  |
| 11.                                                                                            | "One Way Ticket"                             | 3:27    |  |
| 12.                                                                                            | "Family Affairs" (Estendido)                 | 5:37    |  |
| 13.                                                                                            | "What More Could I Lose?" (Estendido)        | 5:07    |  |
| 14.                                                                                            | "A Small Price"                              | 3:17    |  |
| 15.                                                                                            | "Even for You"                               | 2:15    |  |
| 16.                                                                                            | "Morning After"                              | 2:08    |  |
| 17.                                                                                            | "Is He Always Like This?"                    | 3:23    |  |
| 18.                                                                                            | "More Power"                                 | 4:07    |  |
| 19.                                                                                            | "Charge!"                                    | 3:28    |  |
| 20.                                                                                            | "Forge"                                      | 4:22    |  |
| 21.                                                                                            | "Catch"                                      | 6:04    |  |
| 22.                                                                                            | "Haircut and Beard" (Estendido)              | 3:51    |  |
| 23.                                                                                            | "A Lot to Figure Out" (Estendido)            | 3:08    |  |
| 24.                                                                                            | "The End Game" (Estendido)                   | 2:34    |  |
| 25.                                                                                            | "Get That Arm / I Feel You" (Estendido)      | 4:45    |  |
| 26.                                                                                            | "What Did It Cost?" (Estendido)              | 3:35    |  |
| 27.                                                                                            | "Porch"                                      | 0:59    |  |
| 28.                                                                                            | "Infinity War"                               | 2:35    |  |
| 29.                                                                                            | "Old Tech"                                   | 1:06    |  |
| 30.                                                                                            | "End Credits"                                | 7:31    |  |
| Duração total:                                                                                 | Duração total:                               | 116:18  |  |